# (10675) Харламов
(10675) Харламов (лат. Kharlamov) — типичный астероид главного пояса, открыт 1 ноября 1978 года советским астрономом Людмилой Журавлёвой в Крымской астрофизической обсерватории и 18 марта 2003 года назван в честь советского хоккеиста Валерия Харламова.

## Обнаружение и именование
(10675) Харламов
Открыт 1 ноября 1978 года в Крымской астрофизической обсерватории Л. В. Журавлёвой.
Валерий Борисович Харламов (1948—1981) — выдающийся русский хоккеист. В составе команды он неоднократно выигрывал чемпионаты мира и был чемпионом Олимпийских игр в 1972 и 1976 годах.
Оригинальный текст (англ.)10675 Kharlamov
Discovered 1978 Nov. 1 by L. V. Zhuravleva at the Crimean Astrophysical Observatory.
Valerij Borisovich Kharlamov (1948—1981) was an outstanding Russian ice hockey player. As a team member he repeatedly won world championships and was champion of the Olympic Games in 1972 and 1976.
Источники: 20030318/MPCPages.arc; M.P.C. 48156.

## Орбита

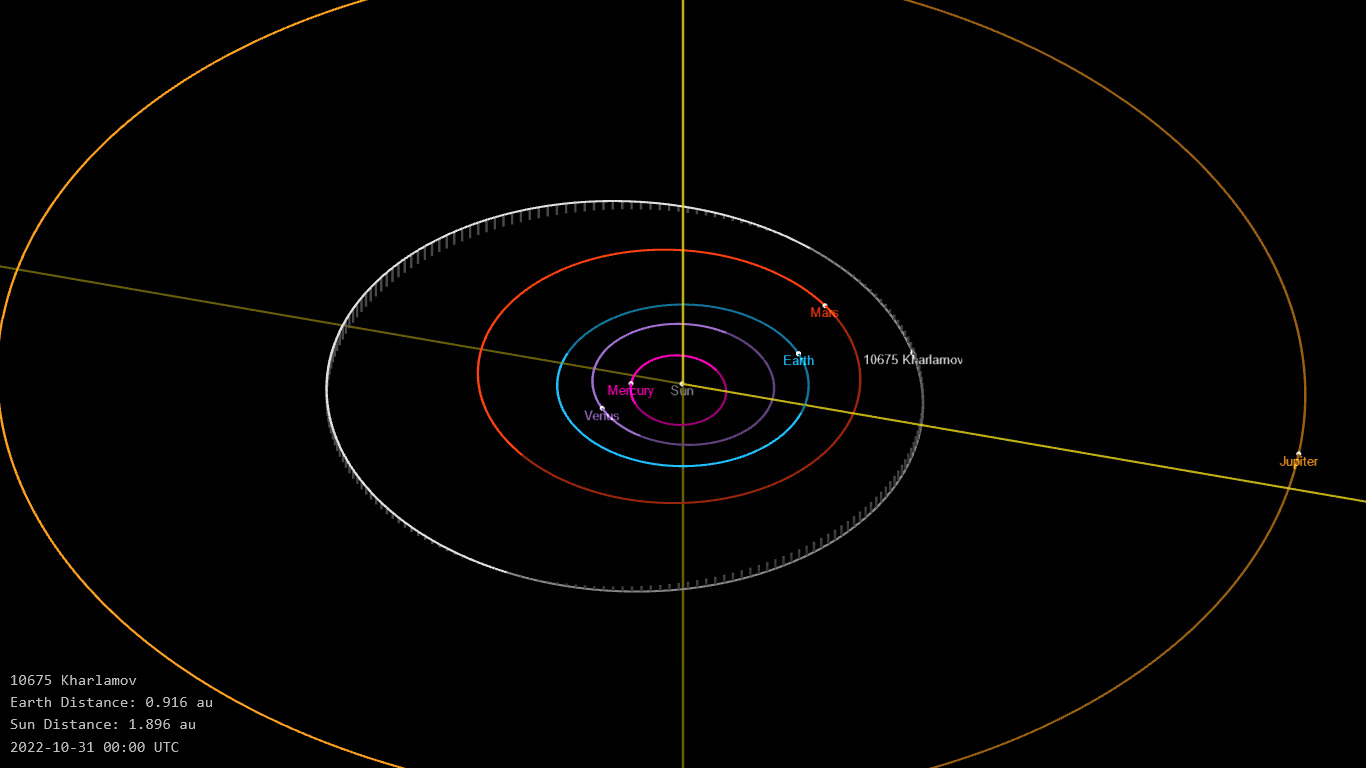
Орбита астероида Харламов и его положение в Солнечной системе

## Физические характеристики
Астероид относится к таксономическому классу X.
По результатам наблюдений в видимом и ближнем инфракрасном диапазоне космического телескопа NEOWISE диаметр астероида оценивается равным 3,27±0,80 км. Согласно тому же источнику альбедо оценивается как 0,24±0,10.